# Борис Гралюк
Борис Гралюк (хорв. Boris Graljuk; нар. 4 березня 1949, Дервента, Народна Республіка Боснія і Герцеговина) — хорватський громадський діяч українського походження, редактор «Вісника української громади в Хорватії», поет, публіцист, депутат IV скликання хорватського парламенту, заступник голови Української громади міста Загреба.

## Життєпис
Народився 4 березня 1949 року в Дервенті, що у Боснійській Посавині. 1964 року закінчив загальноосвітню початкову школу в рідному місті, а потім гімназію в Загребі. В 1976 році здобув вищу освіту на філософському факультеті Загребського університету, одержавши диплом викладача археології.
Ще з молодості цікавився поезією. Писав вірші, які друкував у додатку «Літературне слово» тижневика «Руське слово», що виходить у Новому Саді, та «Новій думці», що видається у Вуковарі, а також і в хорватськомовних часописах та пресі в Загребі і Бані-Луці. Іноді його поезії друкуються і в пресі української діаспори в Німеччині, Бельгії, Франції, Англії. Його вірш «Акорд» увійшов до представницької німецькомовної антології сучасної світової української поезії й мистецтва під назвою Der Baum в упорядкуванні та перекладі Віри Вовк, виданої 1975 року в Ріо-де-Жанейро.
В антології Jugoslovensko pjesništvo NOB, otpora, revolucije (упорядник Предраг Матвієвич, «Спектар», Загреб, 1983) представлений віршем «Тут мої мертві».
Борис Гралюк — автор книжок «100 років української Греко-католицької парафії в Липовлянах» та «Русалка Дністрова — перша книга українською мовою в Хорватії»